# Centro de Documentación Indígena No'lhametwet
El Centro de Documentación Indígena (CDI) es una unidad compleja de información especializada en la temática indígena que recopila, organiza y promociona producción documental generada por autores, referentes e instituciones vinculadas con los Pueblos Indígenas. Se ubica en la calle Pellegrini, número 272, en la ciudad de Resistencia (Chaco). Es gestionado en forma conjunta por trabajadores indígenas y no indígenas del Instituto de Cultura de la Provincia del Chaco pertenecientes en su mayoría a los pueblos Wichí, Qom y Moqoit, quienes planifican y ejecutan actividades que son coordinadas y dirigidas por personal indígena. Su nombre No'lhametwet es un término en idioma Wichí que significa “Lugar de nuestra palabra”.

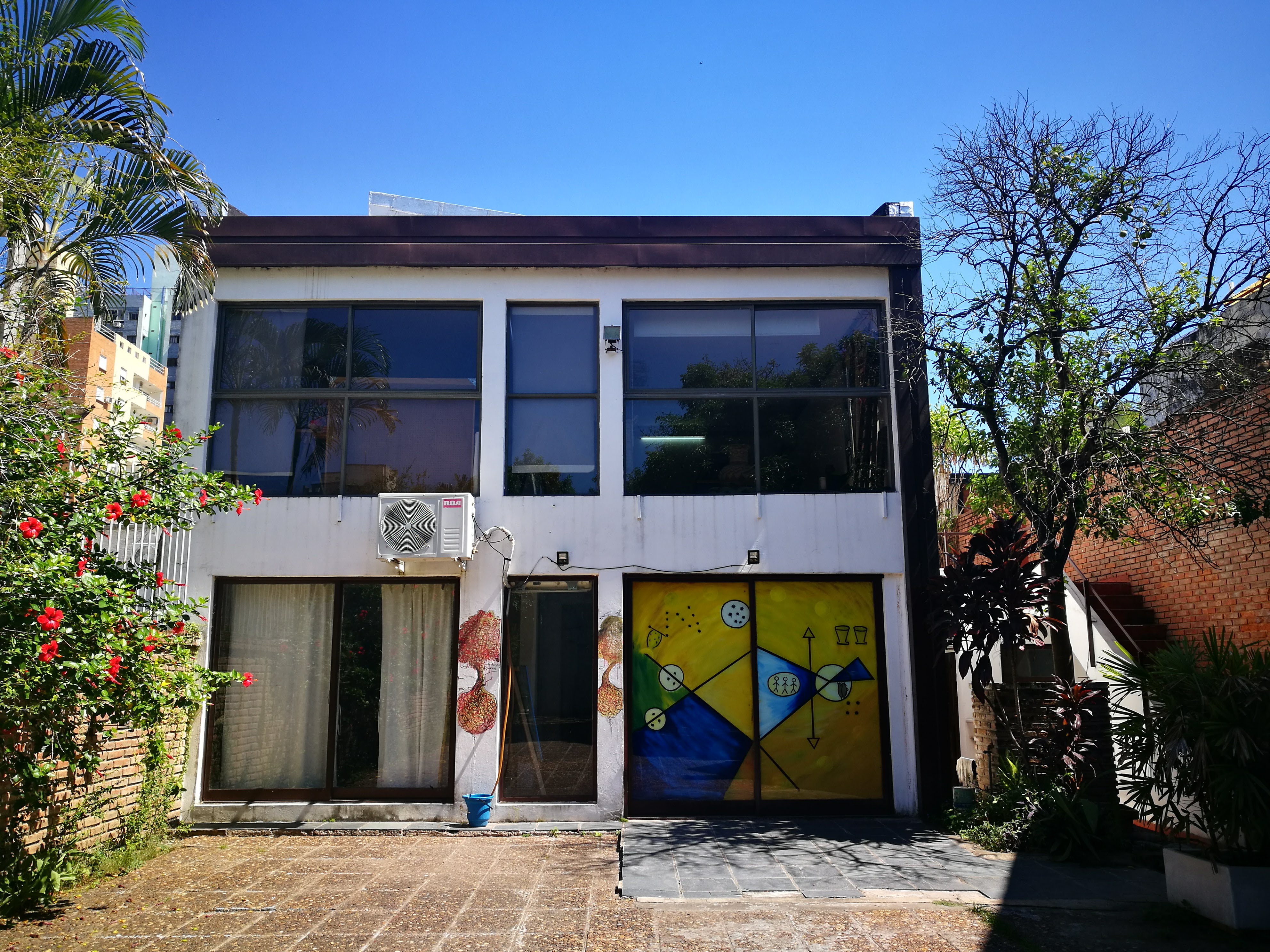
Fachada interna del Centro Cultural Leopoldo Marechal donde funciona el CDI

## Historia
Se origina a partir de un grupo de trabajadores indígenas del Programa Cultura de los Pueblos Originarios, quienes crearon el Proyecto del CDI en 2015 como una forma de resguardar acervos documentales, artesanales y bibliográficos pertenecientes al programa a partir de donaciones individuales. Entre las donaciones se encuentran los archivos fotográficos del Coro Qom Chelalaapí y la Colección Mempo Giardinelli ambas recibidas en 2016, la colección de máscaras artesanales qom recibida en 2018 y el acervo de artesanal recibido de la Fundación Chaco Artesanal, en el mismo año.
Desde 2018 se encuentran disponibles producciones audiovisuales sobre los pueblos indígenas, entre ellas el corto "Wuyéss, El rescatador del fuego" y sus publicaciones en su biblioteca y en la web.
Es la primera institución en la provincia del Chaco que genera producciones propias a partir de las recopilaciones de fuentes documentales impresas y digitales sobre la temática indígena. Posee una biblioteca especializada en la temática, con ediciones bilingües en los diferentes idiomas indígenas y publicaciones de autores indígenas, un archivo documental y audiovisual, un acervo artesanal al resguardo del área de conservación, una área de investigación y otra de extensión con las cuales se articulan las actividades con instituciones educativas, de investigación y culturales.
Desde el año 2019, el CDI integra la Coalición para la Erradicación del Racismo en la Educación Superior, iniciativa llevada adelante por UNTREF y UNESCO.

## Actividades

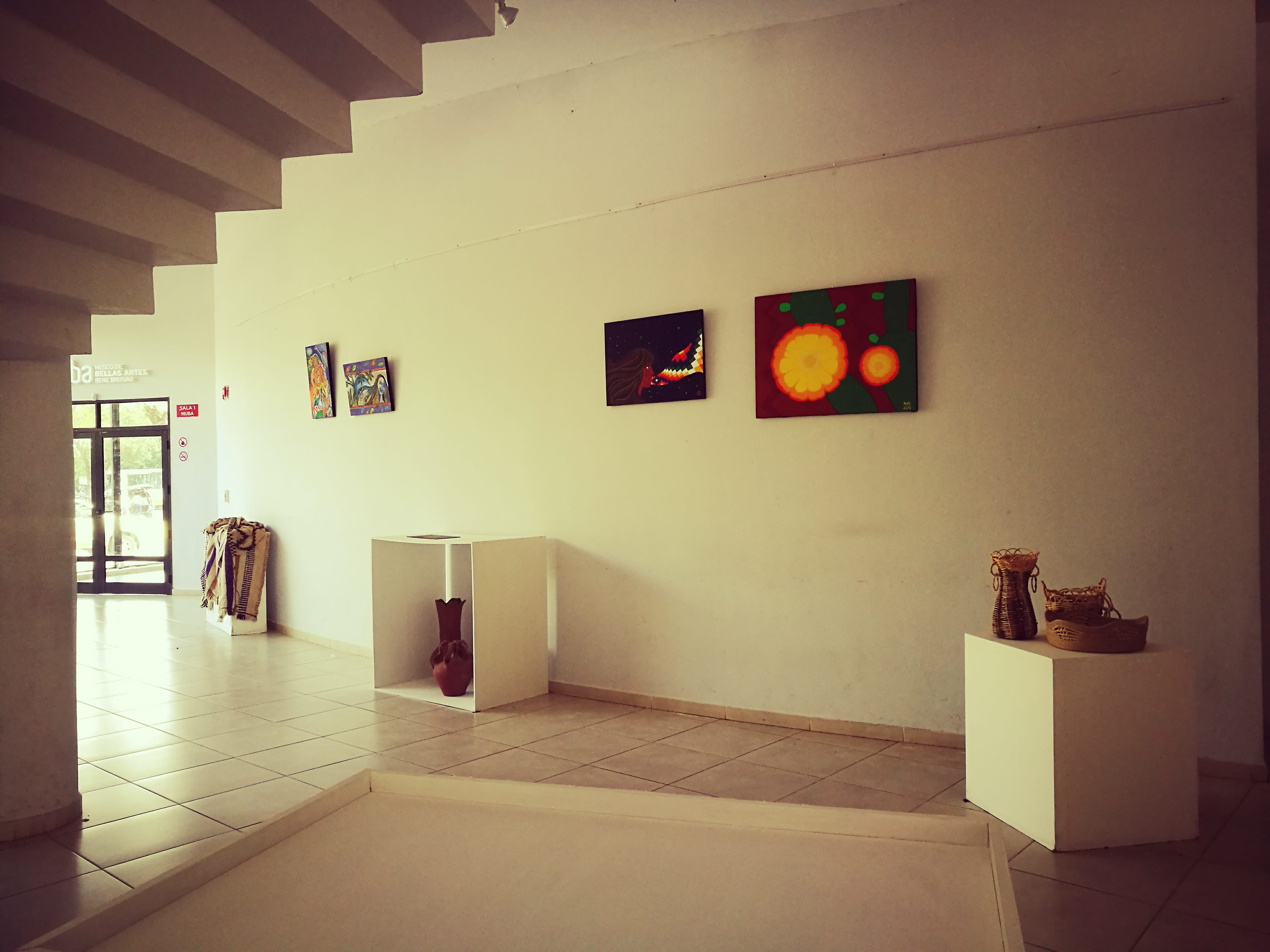
Muestra de Arte Indígena en la Casa de las Culturas

El CDI No'lhametwet ha desarrollado diversas actividades relacionados con la visibilidad y difusión de los conocimientos de los pueblos indígenas de la región a través de conversatorios, talleres, ciclos de pensamiento, muestras fotográficas y artesanales, ciclos de cine y charlas.
Además también participa de diversos eventos como el Celebrar los Archivos, Encuentro de Ciencias de la Información del Mercosur, Reunión de Antropología del Mercosur,  ha colaborado en la coordinación y organización de las Jornadas de Territorios Culturales, Festival Ancestral y Contemporáneo y  en colaboración con las Madres Cuidadoras de la Cultura Qom, la Experiencia de Aulas Espejo entre la Universidad Nacional del Nordeste y la Universidad Cundinamarca.

## Colecciones

### Acervo del Archivo
- Notas recibidas: contiene información de invitaciones para la participación artística de Coro Qom Chelalaapí, y de otras instituciones. Años 1994-2006.
- Premio Unesco, Constancias, Certificados: contiene formularios de participación de artesanos en ferias de artesanías, certificados de capacitación en artesanías, cultura Wichí y lengua Qom, constancias de premiaciones de los artesanos chaqueños, entre otros. Años 1989-2004.
- Folletos: contiene biografía del Centro Cultural Leopoldo Marechal, su nacimiento, actividades, también historias, mitologías, instrumentos musicales típicos de etnia Qom, localización de artesanos en la Provincia del Chaco. (sin fechas)
- Varios: contiene proyectos, jornadas, concursos del Ministerio de Cultura y Educación de la Nación y Centro Cultural y Artesanal Leopoldo Marechal. Años 1993-2000.
- Memorias Anuales: contiene resúmenes de las actividades realizadas por las instituciones culturales de la provincia (Museos, Archivos, Áreas, Direcciones y Centros Culturales). Años 1996-2006.
- Planificaciones: contiene las planificaciones llevadas a cabo por Instituciones Culturales. Años 2004-2007
- Registro de Artesanos: contiene planillas de registro de artesanos de 29 localidades de la provincia del chaco con información sobre la actividad artesanal que realizan, herramientas utilizadas, técnicas y materia prima necesaria para poder realizarlo. Años 2001-2006
- Presupuesto, Actas, Actuación simple: contiene actuaciones simples con su número de resolución, referidos a encuentros, autorizaciones e instrumentos musicales típicos, actas del Centro Cultural y Artesanal Leopoldo Marechal, y presupuestos de la Subsecretaria de Cultura. Años 1994-2002.
- Mapas: un mapa cultural de 29 localidades de la Provincia del Chaco, que refleja las actividades principales de los artesanos según la materia prima utilizada (arcilla, cuero, fibra, pigmento, madera, vidrio, hueso, piedra o metal). Ese documento es parte de una investigación realizada por el Centro de Documentación Indígena. Abarca los años 1999 hasta 2008.[22]
- Artesanías: consta de una colección de 198 piezas artesanales en su mayoría de los pueblos qom, moqoit y wichí, separadas por material de elaboración: cerámicas, fibras vegetales, huesos y maderas.[23]
- Audiovisuales: contiene más de 3000 fotografías y videos relacionados con viajes e investigaciones con pueblos indígenas, donadas por Esteban Zugasti, por investigadores del Proyecto Recopilación de Historias de la Zafra, del Grupo Choss Ph'anté y producciones propias.[24]

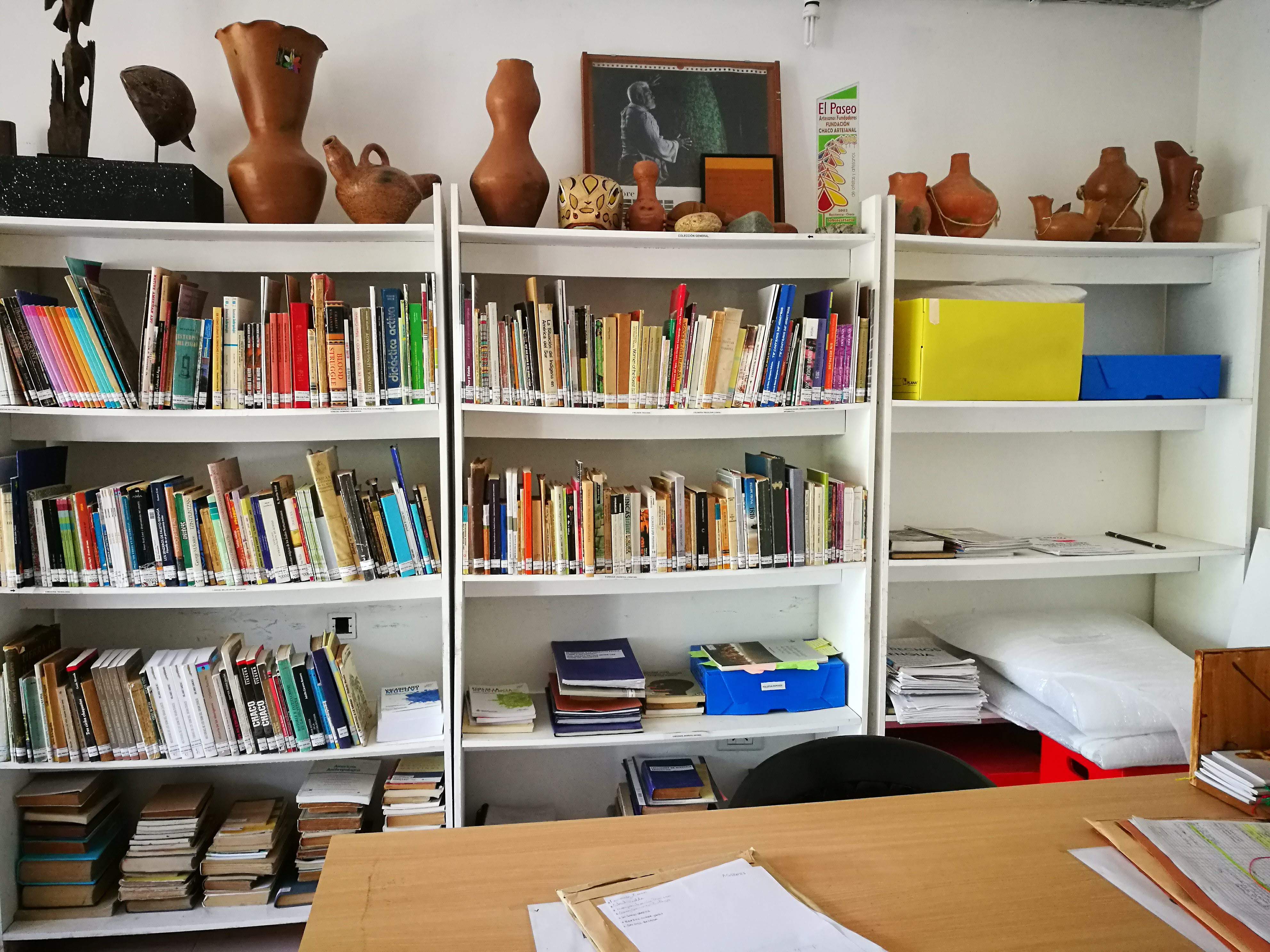
Biblioteca del Centro de Documentación Indígena No'lhametwet

### Acervo de la biblioteca
- Colección general: cuenta con más de 1500 libros relacionados con pueblos indígenas, en diversos idiomas, español, inglés, qom, wichí, moqoit, mapuche entre otros.[25]
- Producciones propias: Mapa Cultural de artesanos indígenas del Chaco,[26] Infografía del Coro Qom Chelalaapí, Directorio cultural de instituciones que contienen material bibliográfico sobre las comunidades indígenas, Muestras fotográficas (“Lo nuestro”, “Costumbres”,[27] “Danza indígena”), Libros (Tintes naturales, Historias Wichí).